# Умна
Умна — деревня в Колыванском районе Новосибирской области. Входит в состав Новотроицкого сельсовета.

## География
Площадь деревни — 23 гектара.

## Население
| 2002 | 2007 | 2010 |
| ---- | ---- | ---- |
| 50   | ↘41  | ↘31  |

## Инфраструктура
В деревне по данным на 2007 год отсутствует социальная инфраструктура.